# 帝国整序令
帝国整序令、帝国分割令、帝国継承令、または帝国計画令（ラテン語：Ordinatio imperii, オルディナティオ・インペリイ）は、817年7月にローマ皇帝ルートヴィヒ1世が定めた帝位継承に関する規定である。

## 経緯
皇帝ルートヴィヒ1世には妃エルマンガルド・ド・エスベイとの間にロタール、ピピン、ルートヴィヒの3男がいた。817年4月9日（聖木曜日）、アーヘンの王宮の木造アーチの一部が崩壊し、下を通りかかったルートヴィヒ1世が負傷する事故が起こった。この時ルートヴィヒ1世は自らの死が近いことを予期し（実際には840年に死去）、聖俗貴族をアーヘンに集め宮廷会議を開き、帝位継承に関する規定を定めた。これが「帝国整序令」である。

## 内容
長男ロタールが共同皇帝（皇帝ロタール1世）となり、アーヘンを含む北フランスおよび低地地方を受け取ることとなった。次男ピピンはアクィタニア、ヴァスコニアおよびトゥールーズ辺境領を支配し（アクィタニア王ピピン1世）、三男ルートヴィヒにはバイエルン、ケルンテン、ザクセンおよび東方辺境領の独立の支配権を与えるが（バイエルン王ルートヴィヒ）、その死後は長男ロタールに帰属するというものであった。また、ルートヴィヒ1世の死後、ピピン及びルートヴィヒはロタールの支配下に入ることとされ、それぞれの領地のさらなる分割は禁止された。

## その後
この規定は帝国領の継承をルートヴィヒ1世の息子に限定するものであった。父帝カール大帝の三男イタリア王ピピン（810年死去）の息子ベルンハルトは相続から排除された形となり、これに不満を持ったベルンハルトはルートヴィヒ1世に対し叛旗を翻し、818年に刑を受け死去した。822年にイタリアはロタールの相続分に追加された。
また、妃エルマンガルドも818年に死去、ルートヴィヒ1世はその翌年にユーディト・フォン・アルトドルフと再婚し823年にシャルルをもうけた。ユーディトは自らの息子シャルルのために領地を要求し、父ルートヴィヒ1世及び4人の息子の間で対立が20年にわたり続くことになる。
- 826年：ルートヴィヒが「バイエルン王」の称号の使用を始める。
- 829年8月：ルートヴィヒ1世がシャルルにフリースラントからブルグント、アルザス、アレマニアに及ぶ領地を与える。ロタールの領地はイタリアに限定され、共同統治も終了。
- 830年：ブルターニュ遠征に不満を持った貴族に擁立されロタールがルートヴィヒ1世に叛旗を翻し、ルートヴィヒ1世から帝位を奪う。「帝国整序令」の復活。
- 831年：ロタールの独裁を恐れたピピンとルートヴィヒがロタールと対立、ルートヴィヒ1世を復位させる。
- 833年：ロタールがルートヴィヒ1世に対し反乱を企てる。ロタール・ピピン・ルートヴィヒの同盟成立、ルートヴィヒ1世が孤立、6月30日にルートヴィヒ1世は3兄弟に捕らえられる。10月1日、ロタールはルートヴィヒ1世を廃位。
- 834年3月1日：ルートヴィヒ1世が復位。
- 837年：妃ユーディトがルートヴィヒ1世に、シャルルのマース川流域及びブルグントの相続を承諾させる。
- 838年12月13日：ピピン死去、息子ピピン2世がアクィタニア支配を継承。一方でシャルルがアクィタニア王位を継承。
- 839年5月：ヴォルムスでルートヴィヒ1世が、帝国の大半をロタールとシャルルの間で分割することを決定。ピピンの息子達の継承は取り消され、ルートヴィヒはバイエルンのみに限定される。
- 840年：春[7]、ライン川東側の支配権を要求するバイエルン王ルートヴィヒ制圧のためルートヴィヒ1世は遠征を行う。6月20日、フランクフルト近郊でルートヴィヒ1世が死去。
- 841年6月25日：ロタールとピピン2世、ルートヴィヒとシャルルの連合軍が衝突（「フォントノワの戦い」）、ルートヴィヒ・シャルル連合軍が勝利。
- 842年2月14日：ルートヴィヒとシャルルとの間で、それぞれがロタールと個別に取引をしないことを誓約（「ストラスブールの宣誓」）。
- 842年6月15日，16日：ルートヴィヒ、シャルル、ロタールの間でマコンにて平和協定を締結。以後、それぞれの王の家臣が集まり、帝国の分割について協議を重ねる。

最終的に843年のヴェルダン条約及び870年のメルセン条約によって、現在のイタリア、フランス、ドイツに相当する領地が決定された。